# Valentino Sakeli
Valentino Sakeli, (slovensko ime Valentin Žakelj), italijanski general in vojaški ataše slovenskega rodu, * 1923, Idrija, † september 1998, Češka.

## Življenjepis
Generalmajor Sakeli je bil poveljnik pomožne policije Cherino v Julijski krajini, nakar je postal italijanski vojaški ataše na Češkoslovaškem.
Po prometni nesreči na Češkem (v kateri je umrl), so ga pokopali v Trstu.